# بوب كينغسلي
بوب كينغسلي (بالإنجليزية: Bob Kingsley)‏ هو مقدم برامج إذاعية أمريكي، ولد في 19 مارس 1939.